# Franc Capuder
Franc Capuder, slovenski politik, * 16. november 1962, Ljubljana.

## Življenjepis
Franc Capuder je končal univerzitetni študij na Fakulteti za gradbeništvo in geodezijo, leta 1988 je magistriral iz potresnega inženirstva. Od marca 1991 do decembra 2004 je bil zaposlen na ZAG Ljubljana. Na volitvah 2004 je bil izvoljen v 4. državni zbor Republike Slovenije na listi Nove Slovenije - krščanske ljudske stranke, kjer je bil član več delovnih teles državni zbor. Po prenehanju mandata ministra Drobniča leta 2006 in njegovi vrnitvi v državni zbor mu je prenehal mandat poslanca. Od 1. marca 2007 je spet zaposlen na ZAG Ljubljana.
Leta 2007 je bilimenovan v nadzorni svet DARS za mandatno obdobje štirih let.